# Jan Stenger
Jan Stenger (* 30. November 1972 in Hamburg) ist ein deutscher Altphilologe, der als Professor für Altgriechisch an der Universität Würzburg lehrt.
Stenger studierte nach seinem Abitur am Ludwig-Georgs-Gymnasium in Darmstadt von 1993 bis 2000 Klassische Philologie und Geschichte (Staatsexamen) an den Universitäten Heidelberg und Tübingen. Anschließend war er bis 2008 wissenschaftlicher Mitarbeiter von Lutz Käppel am Lehrstuhl für Klassische Philologie (Gräzistik) der Universität Kiel. 2003 wurde er dort mit einer Arbeit über die Gnomik in den Epinikien des Bakchylides promoviert. Für diese Arbeit wurde Stenger mit dem Förderpreis der Hamburger Dr.-Helmut-und-Hannelore-Greve-Stiftung für Wissenschaften und Kultur ausgezeichnet. 2008 habilitierte er sich in Kiel mit einer Arbeit über Hellenische Identität in der Spätantike.
Anschließend arbeitete er als Juniorprofessor am Institut für Griechische und Lateinische Philologie der FU Berlin und gleichzeitig ebendort am Exzellenzcluster 264 TOPOI. Im Wintersemester 2009/10 vertrat er eine Professur am Institut für Altertumskunde der Universität zu Köln. Im Jahr 2012 erhielt Stenger einen Ruf auf den MacDowell-Lehrstuhl für Altgriechisch an der Universität Glasgow, den er zum 1. Oktober 2012 annahm. Von Sommer 2017 bis Sommer 2018 war Jan Stenger als Gastwissenschaftler am Swedish Collegium for Advanced Study (SCAS) in Uppsala tätig. Zum 1. Januar 2020 wechselte er auf den Lehrstuhl für Gräzistik an der Universität Würzburg.
Jan Stengers Forschungsschwerpunkte umfassen unter anderem die klassische griechische Chorlyrik (Bakchylides), die griechische Literatur der Spätantike (Libanios, Themistios, Julian, Prokopios von Gaza) und die Repräsentation von Emotionen in der griechischen Literatur. Er hat daneben auch zu lateinischen Autoren wie Sueton, Ammianus Marcellinus und Hieronymus publiziert.

## Veröffentlichungen

### Monographien
- Poetische Argumentation. Die Funktion der Gnomik in den Epinikien des Bakchylides. Walter de Gruyter, Berlin und New York 2004.
- Hellenische Identität in der Spätantike: Pagane Autoren und ihr Unbehagen an der eigenen Zeit. Walter de Gruyter, Berlin und New York 2009.
- Johannes Chrysostomos und die Christianisierung der Polis: „Damit die Städte Städte werden“. Mohr Siebeck, Tübingen 2019.
- Education in Late Antiquity: Challenges, Dynamism, and Reinterpretation, 300-550 CE. Oxford University Press, Oxford 2022.

### Herausgegebene Bände
- Cityscaping: Constructing and Modelling Images of the City. Walter de Gruyter, Berlin und New York 2015 (mit Therese Fuhrer und Felix Mundt).
- Spätantike Konzepte von Literatur. Winter, Heidelberg 2015.
- Learning Cities in Late Antiquity: The Local Nature of Education. Routledge, London 2019.

### Wichtige Aufsätze
- Narrative Unbestimmtheit in der Odyssee. Ein Beitrag zu den Konventionen homerischer Epik. In: Luther, A. (Hg.): Geschichte und Fiktion in der homerischen Odyssee. München 2006, S. 217–238
- Apophthegma, Gnome und Chrie. Zum Verhältnis dreier literarischer Kleinformen, in: Philologus 150 (2006), S. 203–221.
- Pindarum quisquis studet aemulari. Himerios’ 38. Rede und die Epinikiendichtung, in: Hermes 136 (2008), S. 348–367.
- Dion von Prusa und die Semiose des Götterbildes, in: Millennium 6 (2009), S. 39–60.
- Chorikios und die Ekphrasis der Stephanoskirche von Gaza: Bildung und Christentum im städtischen Kontext, in: Jahrbuch für Antike und Christentum 53 (2010), S. 81–103.
- Sitzen bleiben oder aufstehen? Caesars symbolische Kommunikation auf der Bühne des Forum Iulium (Suet. Iul. 78), in: Mundt, F. (Hg.): Kommunikationsräume im kaiserzeitlichen Rom. Berlin 2012, S. 143–168.
- Libanios und die öffentliche Meinung in Antiochia, in: Kuhn, C.T. (Hg.): Politische Kommunikation und öffentliche Meinung in der antiken Welt. Franz Steiner: Stuttgart 2012, S. 231–254.
- Körper, Kognition, Kultur: Körperteilbezeichnungen im Griechischen, in: Müller, K. und Wagner, A. (Hg.): Synthetische Körperauffassung im Hebräischen und den Sprachen der Nachbarkulturen. Ugarit Verlag: Münster 2014, S. 163–183.
- Der „barocke“ Stil des Ammianus Marcellinus. Vom heuristischen Nutzen eines folgenreichen Verdikts, in: Fuhrer, T. und Formisano, M. (Hg.): Décadence: „Decline and Fall“ or „Other Antiquity“?, Winter, Heidelberg 2014, S. 223–248.
- "Ich bin die Grenze der Agora." Zum kognitiven Stadtbild der Athener in klassischer Zeit, in: May, N.M. und Steinert, U. (Hg.): The Fabric of Cities: Aspects of Urbanism, Urban Topography and Society in Mesopotamia, Greece and Rome. Brill: Leiden 2014, S. 203–228.
- On the use and abuse of philosophy for life: John Chrysostom’s paradoxical view of knowledge, in: Geus, K. und Geller, M. (Hg.): Esoteric Knowledge in Antiquity. Max Planck Institute for the History of Science: Berlin 2014, S. 85–105.
- Die ‚andere‘ Sprache: Griechische Intellektuelle des vierten Jahrhunderts und ihre Haltung zum römischen Westen, in: Föller, C. und Schulz, F. (Hg.): Osten und Westen, 400–600 n.Chr.: Kommunikation, Kooperation und Konflikt. Franz Steiner, Stuttgart 2016, S. 17–36.
- Pagans and Paganism in the Age of the Sons of Constantine, in: Baker-Brian, N. und Tougher, S. (Hg.): The Sons of Constantine, AD 337–361: In the Shadows of Constantine and Julian. Palgrave Macmillan, London 2020, S. 389–413.
- "Eines der ärgerlichsten Musterstücke verlogener Rhetorik": Hieronymus' Traum und die Begründung seiner Autorschaft, in: Bitto, G. und Gauly, B. (Hg.): Auf der Suche nach Autofiktion in der antiken Literatur, De Gruyter, Berlin 2021, S. 213–240.

## Weblink
- Offizielle Webseite.

| Personendaten    | Personendaten          |
| ---------------- | ---------------------- |
| NAME             | Stenger, Jan           |
| KURZBESCHREIBUNG | deutscher Altphilologe |
| GEBURTSDATUM     | 30. November 1972      |
| GEBURTSORT       | Hamburg                |